# Świerk Kolumnowy
Świerk Kolumnowy – świerk pospolity o rozmiarach pomnikowych rosnący w Białowieskim Parku Narodowym, olbrzym świerkowy, do roku 2011 był najwyższym świerkiem Puszczy Białowieskiej.
Obecny obwód pnia na wysokości 130 cm od postawy wynosi 413 cm (według pomiarów z 2008 roku), obecna wysokość drzewa wynosi 50,2 metra (według pomiarów z 2008). Pod względem obwodu pnia ustępuje tylko Świerkowi Olbrzymowi. W roku 2011 świerk został przerośnięty przez inny świerk z BPN (51,8 m).
Drzewo wykiełkowało w XVIII wieku; rośnie w oddziale 369. Obok rośnie potężna lipa, o obwodzie pnia przekraczającym 5 metrów, nieco dalej olbrzymi jesion – puszczański rekordzista.
Drzewo zostało opisane przez Karpińskiego, który oszacował jego wiek na ok. 200 lat, a jego obwód na 520 cm. Obwód został przesadzony.
Żywotność świerka jest dobra.